# Bettowia
Bettowia, talvolta scritto anche in Battowia, è un'isola disabitata dell'arcipelago delle Grenadine nel Mar dei Caraibi. Politicamente, è parte territoriale dello Stato di Saint Vincent e Grenadine.